# Wohlmannsgesees

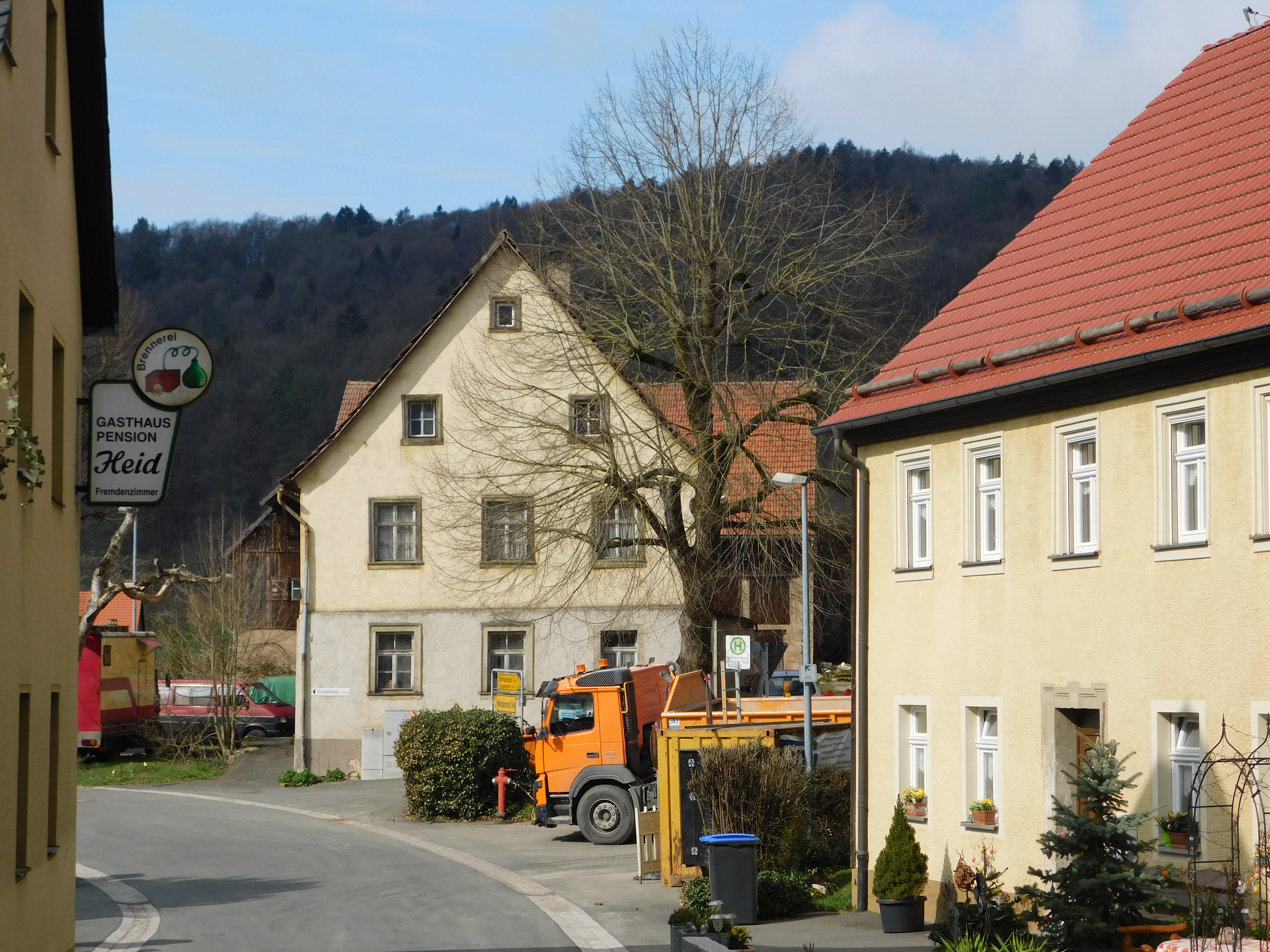
Die Ortsmitte des Dorfes

Wohlmannsgesees ist ein Gemeindeteil des Marktes Wiesenttal im Landkreis Forchheim (Oberfranken, Bayern).

## Geographie und Verkehrsanbindung
Das Dorf liegt im südlichen Bereich des Marktes Wiesenttal an der Kreisstraße FO 34. Östlich verläuft die Bundesstraße 470 und fließt die Wiesent, deren Tal die museale Dampfbahn Fränkische Schweiz auf der ehemaligen Bahnstrecke Forchheim–Behringersmühle folgt. Die Gegend ist reich an Karsthöhlen.

## Geschichte
Die höhlenreiche Gegend wurde bereits in der Steinzeit regelmäßig von Menschen begangen, wie einzelne Funde belegen. 250 m südlich der Ortsmitte befindet sich eine Grabstätte aus der Urnenfelderzeit, 800 m westlich ein stattliches, mindestens zwei Hektar großes Gräberfeld aus der Hallstattzeit, die beide als Bodendenkmale geschützt sind. Fundhorizonte aus der römischen Kaiserzeit und der Völkerwanderung fehlen gänzlich und setzen erst mit einer hochmittelalterlichen Kirchenwüstung, dem „Mörterleskirch“ südwestlich des sogenannten Druidenhains, wieder ein. Zusammen mit der Kirche gingen sämtliche Bauten des Spätmittelalters ab, jedoch erfolgte nach dem Dreißigjährigen Krieg eine Wiederbesiedelung des Gebietes, möglicherweise durch österreichische Exulanten. Erst im 17. Jahrhundert tauchte die Flurbezeichnung Mörterleskirch auf. Der ganze Ort Wohlmannsgesees gehörte mindestens seit dem 15. Jahrhundert den Herren von Streitberg, ab 1691 den Schenken von Stauffenberg als kaiserliches Lehen.
Wirtschaftlich scheint sich der Ort, trotz des rauen Klimas auf der Hochebene, recht gut entwickelt zu haben, denn das bayerische Urkataster verzeichnet dort nach 1800 ein schmuckes Haufendorf, das aus insgesamt 13 Gehöften mit teils respektablen Wirtschaftsflächen bestand. Die Bezeichnung Druidenhain tauchte noch nicht auf, vielmehr wurde dieses Flurstück damals mit Steckenleithen bezeichnet.
Die dörfliche, landwirtschaftlich geprägte Struktur von Wohlmannsgesees ist erhalten geblieben, auch wenn die ehemals 13 Höfe inzwischen durch neuzeitliche Wohnbesiedelung auf über 30 Parzellen zersiedelt wurden. Der Bauboom der 1950er und 1960er Jahre führte zu einer Dorferneuerung, dabei blieben keine qualifizierten Baudenkmäler erhalten. Der Ort bildete zusammen mit dem südöstlich gelegenen Kanndorf die Gemeinde Wohlmannsgesees. Diese wurde 1978 im Zuge der Gebietsreform in Bayern aufgelöst. Wohlmannsgesees wurde nach dem neu gebildeten Wiesenthal eingemeindet, während Kanndorf zu einem Gemeindeteil der Stadt Ebermannstadt wurde. Es existiert nach wie vor die Gemarkung Wohlmannsgesees, mit dem Gemarkungsteil 0 in Ebermannstadt und dem Gemarkungsteil 1 in Wiesenthal.

## Sehenswürdigkeiten
- Südwestlich von Wohlmannsgesees liegt der sogenannte Druidenhain, ein Geotop und Naturdenkmal. Das Labyrinth aus moosbewachsenen Dolomit-Felsen liegt in einem Fichten- und Buchenwaldstück. Die einzelnen Felsblöcke sind zwei bis fünf Meter hoch und zwei bis sechs Meter lang. Sie sind in langen Zeilen in Nordwest-Südost-Ausrichtung aufgereiht.
- Zwei Kilometer östlich des Ortes liegt die Karsthöhle Quackenschloss.

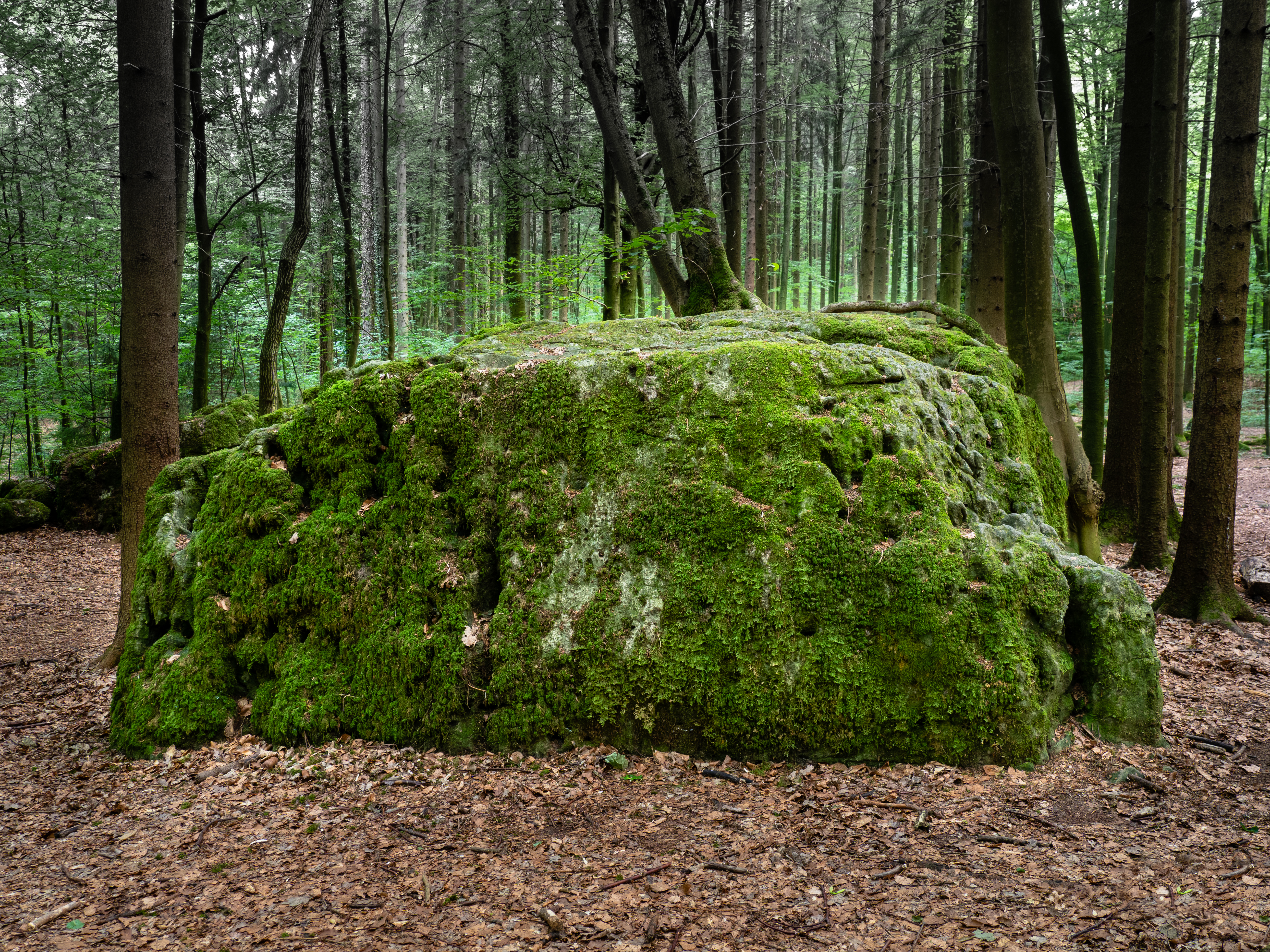
Druidenhain
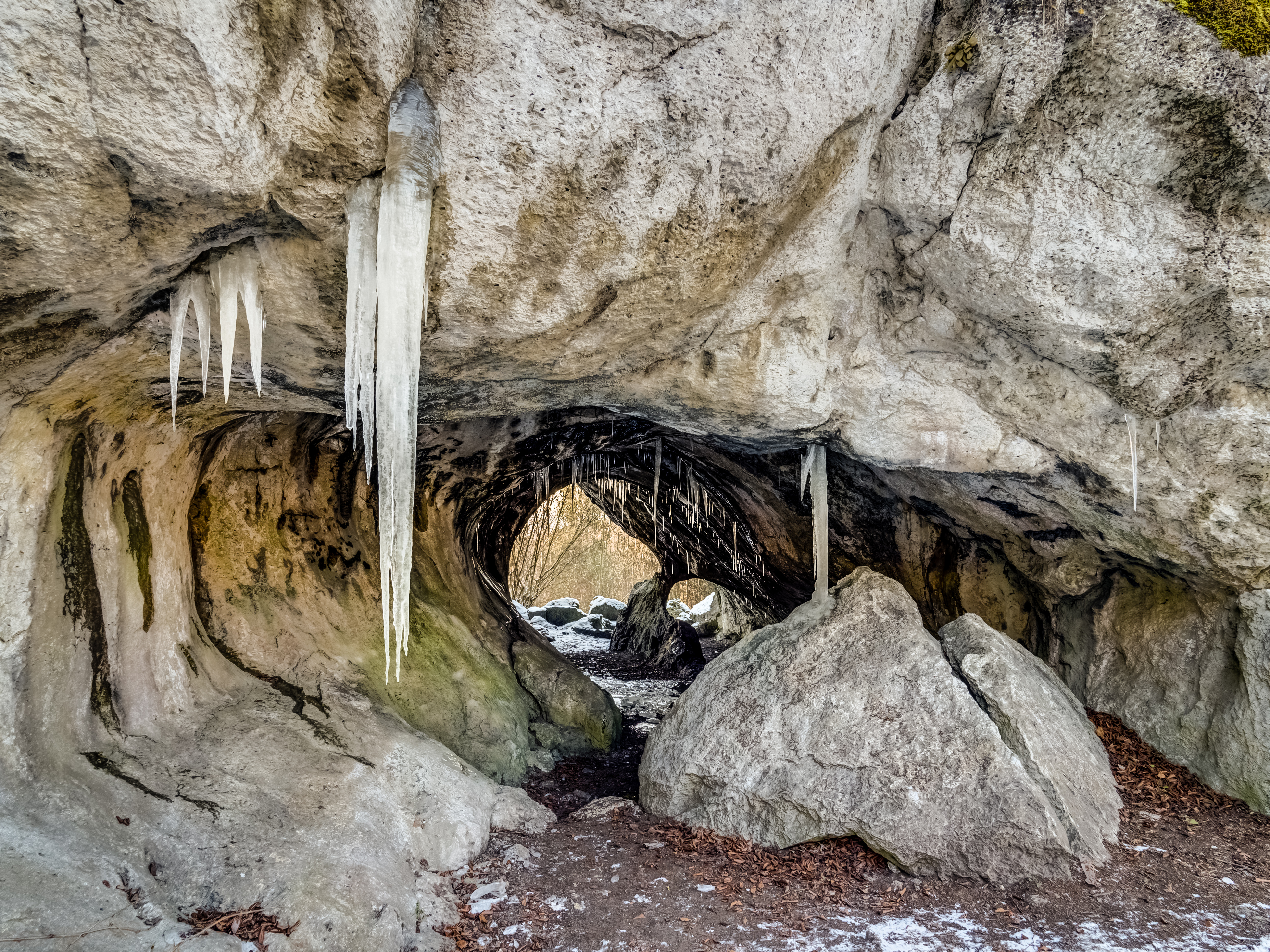
Quackenschloss